# Octolasmis hawaiense
Octolasmis hawaiense är en kräftdjursart som först beskrevs av Henry Augustus Pilsbry 1907.  Octolasmis hawaiense ingår i släktet Octolasmis och familjen Poecilasmatidae. Inga underarter finns listade i Catalogue of Life.